# Tirepied-sur-Sée
Tirepied-sur-Sée ist eine französische Gemeinde mit 953 Einwohnern (Stand 1. Januar 2022) im Département Manche in der Region Normandie. Sie gehört zum Arrondissement Avranches und zum Kanton Isigny-le-Buat.
Sie entstand mit Wirkung vom 1. Januar 2019 als Commune nouvelle durch die Zusammenlegung der bisherigen Gemeinden Tirepied und La Gohannière, denen in der neuen Gemeinde den Status einer Commune déléguée nicht zuerkannt wurde. Der Verwaltungssitz befindet sich im Ort Tirepied.

## Gliederung
| Ortsteil                    | ehemaliger INSEE-Code | Fläche (km²) | Einwohnerzahl (2016) |
| --------------------------- | --------------------- | ------------ | -------------------- |
| La Gohannière               | 50206                 | 03,78        | 118                  |
| Tirepied (Verwaltungssitz)0 | 50597                 | 18,77        | 818                  |

## Lage
Nachbargemeinden sind Le Parc im Nordwesten, La Chaise-Baudouin im Norden, Saint-Georges-de-Livoye im Nordosten, Vernix im Osten, Le Petit-Celland und Saint-Ovin im Südosten, La Godefroy im Süden, Saint-Brice und Saint-Senier-sous-Avranches im Südwesten und Ponts im Westen. Der Namenszusatz zeugt vom Fluss Sée, der an La Gohannière vorbeifließt.

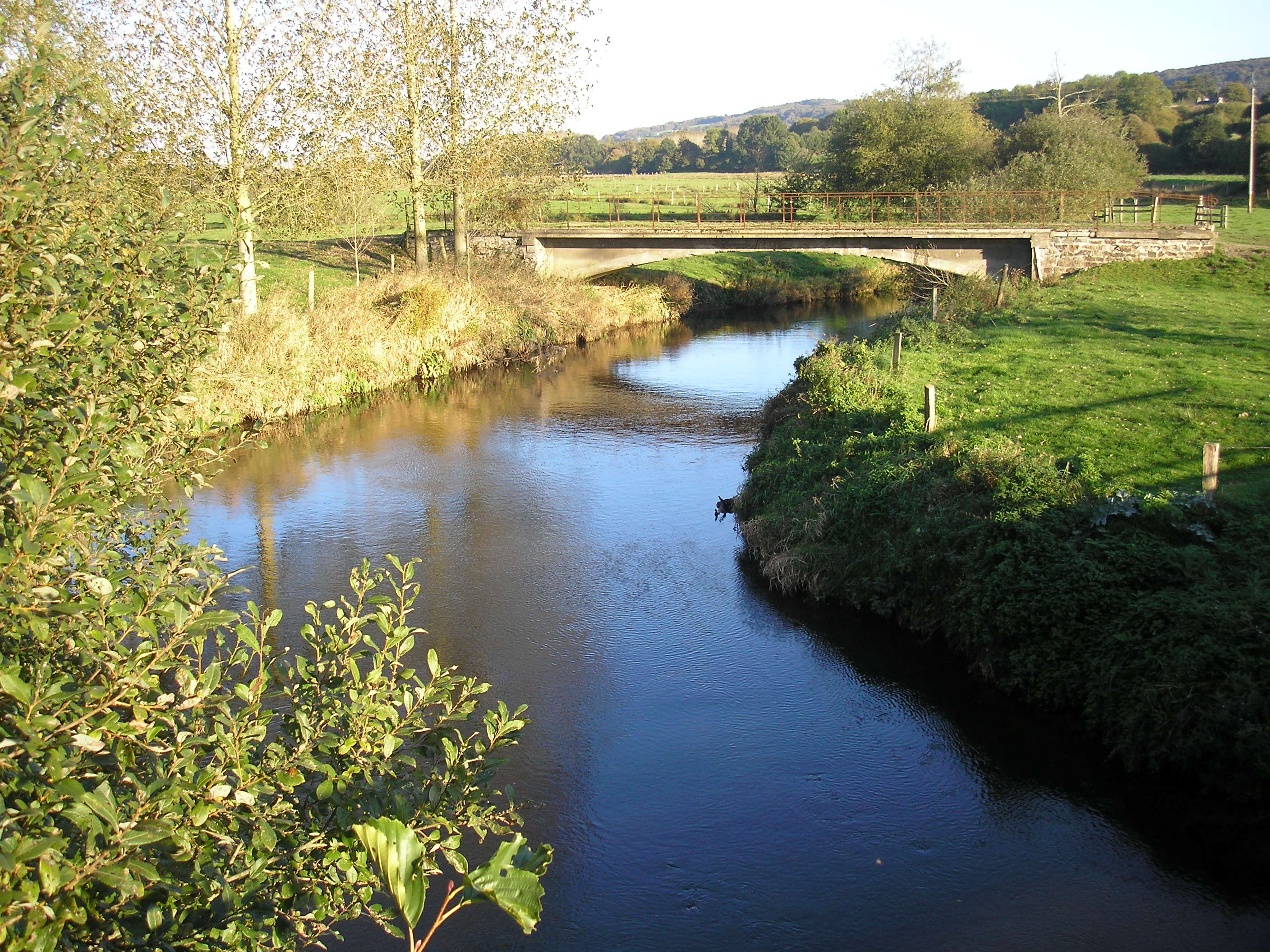
Die Sée bei La Gohannière
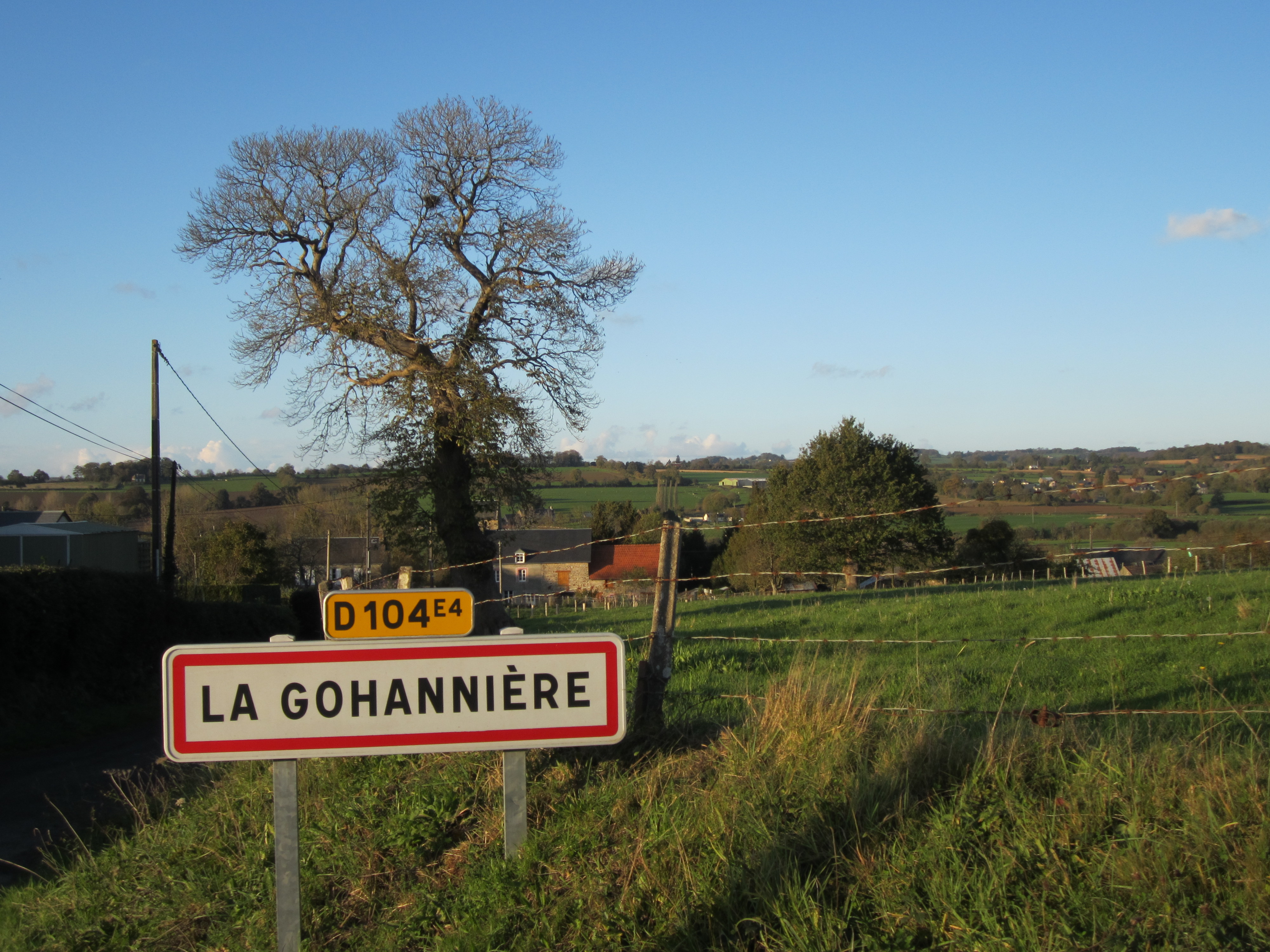
Dorfeingang von La Gohannière
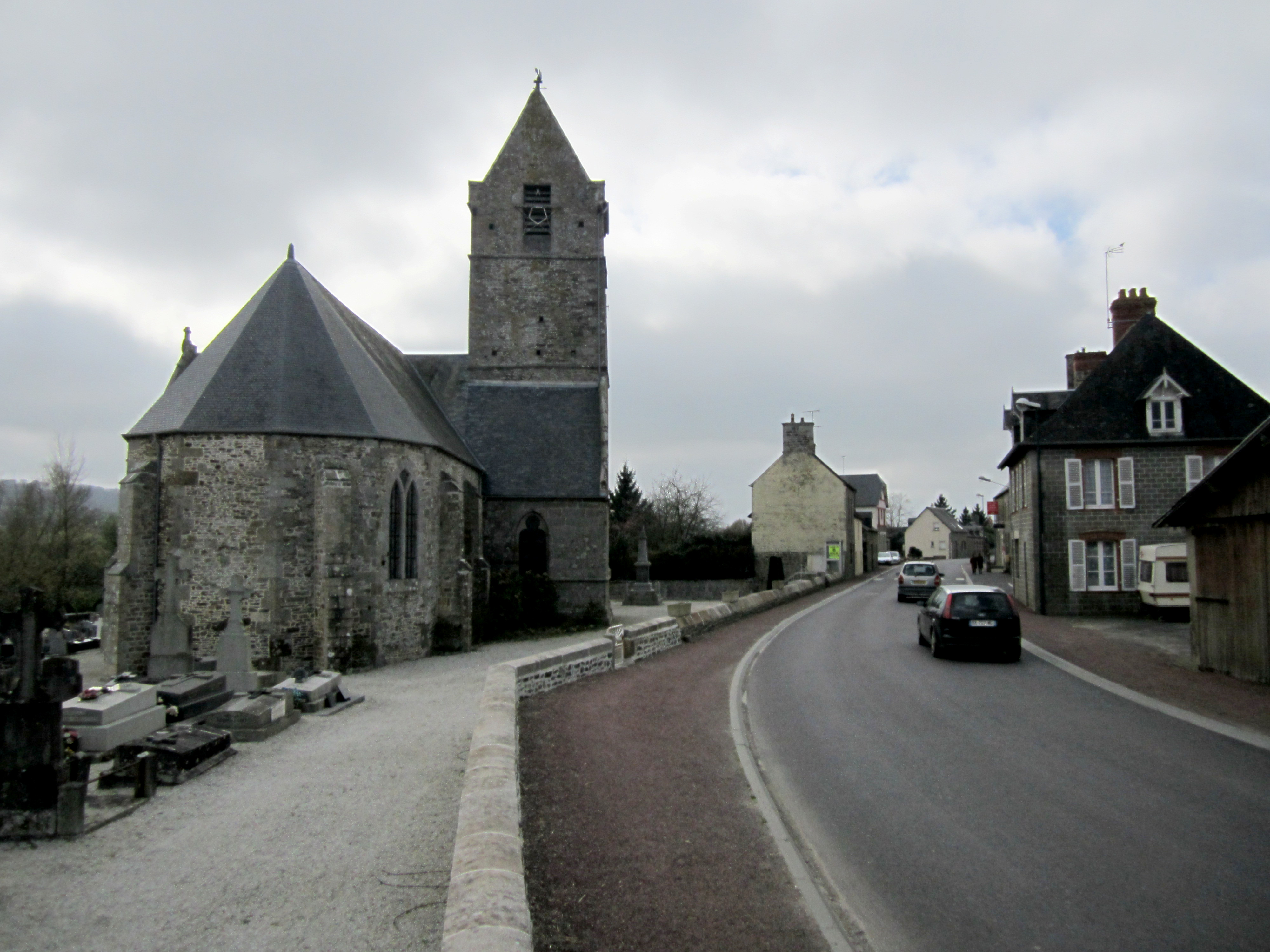
Tirepied